# Shirrell Heath
Shirrell Heath är en by i civil parish Shedfield, i distriktet Winchester, i grevskapet Hampshire, i England. Byn är belägen 18 km från Winchester. Byn hade 749 invånare år 2021.